# 緩叙法
緩叙法（かんじょほう、ラテン語: Litotes、ギリシア語: λιτότης）とは、修辞技法の1つ。直接的な主張をせずに、その逆の意味のことを否定する方法をいう。例えば、「良い」という代わりに「悪くない」といい、「物騒な」という代わりに「穏やかでない」という方法。
緩叙法は主張を控えめにする目的で用いることもあれば、強調する目的で用いることもある。例えば「満更でもない」は「少しはある」という部分肯定の意味に使うが、「それを悲しまないものはなかった」は「すべての人が悲しんだ」という肯定の強調のために使う。しかし必ずしも意味が明確に表現されるわけではなく、文脈、またその言語に特有の文化的背景によって異なる場合も多い。

## その他関連事項
論理的には二重否定は肯定に等しく（二重否定の除去）、緩叙法も基本的にはこの論理に従っている。標準的英語もこの論理に従うが、その他の言語（英語の方言や古語も含む）では必ずしもそうではない。これについては二重否定を参照。
この他にも否定に関しては、一見非論理的な慣用的言い回しがある。例えばフランス語で "Il faut qu'il aille" 「彼は行く必要がある」という文を否定した "Il ne faut pas qu'il aille" は、直訳すれば「彼は行く必要はない」だが、実際の意味は「行かない必要がある」つまり「行ってはならない」である。